# Колић
Колић (алб. Koliq) је насељено место у граду Приштини, на Косову и Метохији. Према попису из 2024. у насељу је живело 209 становника.

## Положај
Налази се на око 15 километара северозападно од Приштине.

## Становништво
Према попису из 2011. године, Колић има следећи етнички састав становништва:
| Националност | 2011.        |
| Албанци      | 464 (99.57%) |
| остали       | 2 (0.43%)    |
| Укупно       | 466          |

| Демографија | Демографија | Демографија |
| Година      | Становника  | Становника  |
| ----------- | ----------- | ----------- |
| 1948.       | 1.576       |             |
| 1953.       | 1.679       |             |
| 1961.       | 1.736       |             |
| 1971.       | 1.747       |             |
| 1981.       | 1.622       |             |
| 1991.       | 1.479       |             |
| 2011.       | 466         |             |